# Шипулін Никанор Петрович
Никанор Петрович Шипулін (1904, село Букіно Яранського повіту Вятської губернії, тепер Кіровської області, Російська Федерація — 7 травня 1954, місто Москва, тепер Російська Федерація) — радянський діяч, 1-й секретар Арбазького і Котельницького районних комітетів ВКП(б) Кіровської області, 1-й секретар Кіровського обласного комітету ВКП(б). Депутат Верховної Ради СРСР 1-го скликання (1937—1946).

## Біографія
Народився в родині селянина-середняка. З травня 1916 по жовтень 1924 року — селянин у господарстві батьків у селі Букіно. У 1923 році вступив до комсомолу. У 1924 році закінчив школу 2-го ступеня в селі Санчурську Яранського повіту.
З жовтня 1924 по квітень 1925 року — завідувач школи 1-го ступеня в селі Великореч'є Яранського повіту.
У квітні 1925 — січні 1926 року — член правління споживчого товариства в селі Санчурську.
У січні — жовтні 1926 року — завідувач Великорєцького (Санчурського?) волосного відділу народної освіти.
Член ВКП(б) з вересня 1926 року.
З жовтня 1926 по листопад 1927 року — червоноармієць 250-го стрілецького полку в місті Белєв Тульської губернії.
З листопада 1927 по травень 1928 року — селянин в господарстві батьків у селі Букіно.
У травні 1928 — червні 1929 року — відповідальний секретар Тожсолинського волосного комітету ВКП(б) Яранського повіту Вятської губернії.
З червня по серпень 1929 року — слухач курсів партійного активу при Ленінградському комуністичному університеті імені Сталіна.
З серпня 1929 по серпень 1931 року — завідувач агітаційно-пропагандистського відділу, з серпня 1931 по січень 1932 року — завідувач організаційного відділу Арбазького районного комітету ВКП(б) Нижньогородського краю.
У січні 1932 — травні 1937 року — 1-й секретар Арбазького районного комітету ВКП(б) Нижньогородського (Кіровського) краю.
У травні 1937 — березні 1938 року — 1-й секретар Котельницького районного комітету ВКП(б) Кіровської області.
7 березня — травень 1938 року — 1-й секретар Кіровського обласного комітету ВКП(б).
У травні 1938 — квітні 1939 року — відповідальний організатор відділу керівних партійних органів ЦК ВКП(б). З квітня 1939 по вересень 1940 року — завідувач сектору Управління кадрів ЦК ВКП(б) у Москві.
У вересні 1940 — грудні 1941 року — студент Московської сільськогосподарської академії імені Тімірязєва.
У грудні 1941 — серпні 1943 року — секретар Кіровського обласного комітету ВКП(б) з легкої промисловості. У серпні 1943 — червні 1947 року — заступник секретаря Кіровського обласного комітету ВКП(б) з легкої промисловості. З червня 1947 по лютий 1949 року — заступник завідувача промислового відділу Кіровського обласного комітету ВКП(б).
У 1949 році закінчив заочно Вищу партійну школу при ЦК ВКП(б) у Москві.
З лютого 1949 по травень 1951 року — секретар партійного комітету Кіровського авіаційного заводу імені Лепсе. Отримав від бюро Кіровського обласного комітету ВКП(б) сувору догану 24 січня 1951 року за «систематичне пияцтво і втрату в п'яному стані партквитка і посвідчення кандидата в члени пленуму обкому ВКП(б)».
З червня 1951 по травень 1954 року — заступник начальника відділу капітального будівництва Кіровського шинного заводу.
Помер у Москві 7 травня 1954 року.

## Нагороди
- орден Знак Пошани
- медалі